# Jurij Koch

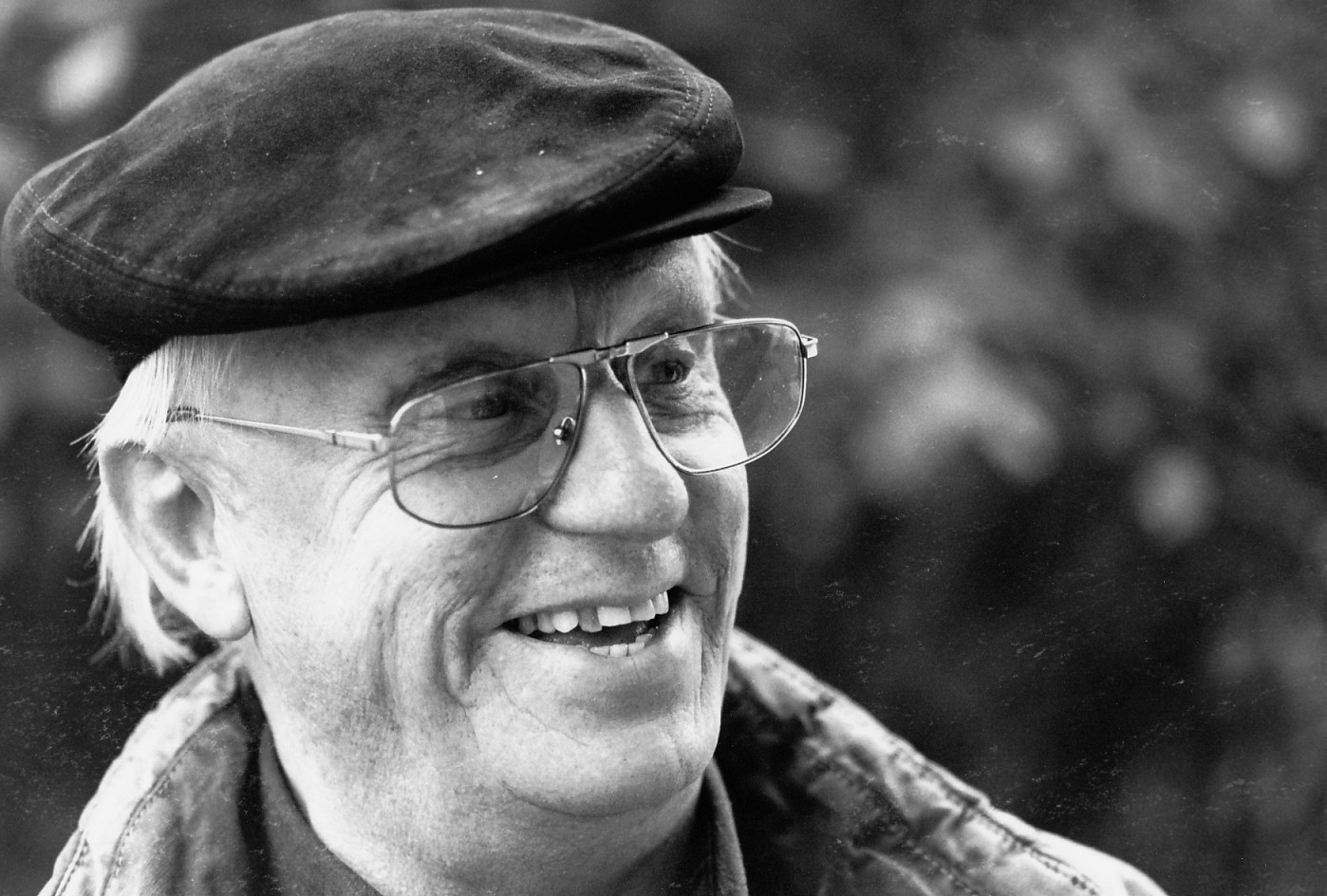
Jurij Koch (1995)

Jurij Koch, (ur. 15 września 1936 w Hórkach (niem. Horka)) – pisarz łużycki, tworzący w językach dolno- i górnołużyckim. Autor zbioru wierszy Nadróžny koncert (1965) - z polskimi motywami. Tworzył powieści o tematyce współczesnej, poruszające problemy konfliktów narodowych i społecznych na Dolnych Łużycach: Mjez sydom mostami (1968), Róžamarja abo rozžohnowanje we nas (1975), Nawrót sonow (1983), nowele (Drzewo wiśni 1984, wydanie polskie 1993), opowiadania, m.in. Židowka Hana (1963). Opublikował dużo artykułów z życia Budziszyna.

## Twórczość (wybor)
- „Nadrožny koncert”, 1965
- „Židowna Hana”, 1963
- „Žydowka Ana”, przekład na j. dolnołużycki Wylem Bjero, 1966
- „Mjez sydom mostami”, 1968
- „Pućowanje k ranju”, 1969
- „Lěto pjećaštyrceći”, 1970
- „Poslednje pruwowanje”, 1972
- „Die letzte Prüfung”, 1972
- „Poslední zkouška”, 1974
- „Róžamarja, abo Rozžohnowanje we nas”, przekład na j. dolnołużycki Erich Wojto, 1975
- „Rosamarja”, 1975
- „Rozamarja abo Rozźognowanje we nas”, roman, 1976
- „Wotydźenja doma”, 1976
- „Wosamoćeny Nepomuk”, powiastka, 1976
- „Der einsame Nepomuk”, powiastka, 1980
- „Wšedny źeń na jsy”, 1980
- „Landung der Träume”, powieść, 1982
- „Nawrót sonow”, 1983
- „Pintlašk a złote jehnjo”, 1983
- „Pintlaschk und das goldene Schaf”, 1983
- „Rědne źowćo”, bajka, 1984
- „Wišnina”, nowela, 1984
- „Wjesołe zwěrjatka”, przekład z j. czeskiego, 1984
- „Rjana holčka”, 1984
- „Piękna dziewczyna: bajka serbołużycka”, 1984
- „Bagola: powědančko wo dźiwim hońtwjerju”, 1985
- „Jagaŕ Bagola”, przekład na j. dolnołużycki Wylem Bjero, 1985
- „Doma swět: antologija młodeje prozy”, 1985
- „Jan und die größte Ohrfeige der Welt”, 1986
- „Dwanasćo bratšow: serbska bajka”, 1986
- „Dwanaće bratrow”, 1986
- „Die zwölf Brüder”, 1986
- „Gaž wišnje kwitu”, nowela, przekład na j. dolnołużycki Manfred Starosta, 1987
- „Der Kirschbaum”, nowela, 1987
- „Měrćinowy miksmaks z myšacym motorom”, 1988
- „Augenoperationen”, 1988 (1993 pod titulom „Schattenrisse”)
- „Das schöne Mädchen”, 1988
- „Rosinen im Kopf”, 1988
- „Pasitas de uva en la cabeza: una historia increíble pero cierta”, 1988
- „Dwunastu braci: bajka serbołużycka”, 1988
- „Bagola: die Geschichte eines Wilddiebs”, 1988
- „Návrat snov”, 1988
- „Sestup z hor snů”, 1988
- „Wšitko, štož ja widźu”, 1989
- „Die rasende Luftratte oder wie der Mäusemotor erfunden wurde”, 1989
- „Golo a Logo abo Mazuch w Podgoli”, dreszczowiec, 1990
- „W pěsku steji nowa wjeska”, 1991
- „Das Sanddorf”, 1991
- „Ha lećała je módra wróna”, report, 1991
- „Wšitko, štož ja widźu”, 1992
- „Jubel und Schmerz der Mandelkrähe”, 1992
- „Kokot Jurko z čerwjenym pjerom, 1993
- „Daj me, Jurko, jadnu stucku”, 1994
- „Štó da kradnje złote zuby?”, dreszczowiec, 1996
- „Golo und Logo”, 1998
- „Koče slěbro”, powieść 2000
- „Jakub und das Katzensilber”, 2001
- „Złoty palc”, komedia, 2006
- „Serski kral : Łużycki król”, sztuka teatralna, komedia, Namislavia, Namysłów 2010. ISBN 978-83-60537-28-2